# Richard Hultsch
Richard Hultsch (* 4. Mai 1869 in Neukirch, Sachsen; † 4. Juli 1946) war ein deutscher Architekt, tätig in Düsseldorf.

## Leben
Richard Hultsch, erlernter Bautechniker, ließ sich Ende des 19. Jahrhunderts in Düsseldorf nieder. Seit dem 7. Juni 1900 mit Margarete, eine geborene Lehmann (* 24. Juli 1880 in Dresden; † 12. September 1955) verheiratet, richtete er sich Anfang des 20. Jahrhunderts ein Architekturbüro am Königplatz (heute Martin-Luther-Platz) ein, wurde Mitglied im Bund Deutscher Architekten und im Künstlerverein Malkasten, dort Mitte der 1920er Jahre im Vorstand. In den 1920er Jahren wohnte Hultsch im Eigentum Gartenstraße 70 in Düsseldorf und Ende der 1930er Jahre im Eigentum Ehrenstraße 4, Ecke Duisburger Straße, in Pempelfort mit seiner Frau Margarete, von Beruf Modezeichnerin, und der Schwiegermutter.

## Werke
- 1902 Umbau Mendelssohn-Haus, Schadowstraße 30, Düsseldorf (abgegangen)
- 1903–1904 Wohnhaus Neubarock, Rheinallee 15, Düsseldorf-Heerdt (unter Denkmalschutz)
- 1905 Haus Schadowstraße 50, Düsseldorf (abgegangen)
- 1905–1906 Haus Achenbachstraße 24 für den Bildhauer Gustav Rutz, Düsseldorf (unter Denkmalschutz)[10]
- 1905 wurden die Gebäude des Warenhaus Hartoch an der Bolkerstraße 17/19/21 bis Flingerstraße 20 und mit Zugang Marktstraße 2 nach Entwürfen des Architekten Hultsch zu „einer großen Warenhausanlage mit Durchgangsverbindung zwischen Bolker- und Flingerstrasse“ umgebaut, eine der „ersten Einkaufspassagen Düsseldorfs“.[11] Richard Hultsch hatte die Jugendstil-Fassade und die Glaspassage entworfen. 1932 ging das Warenhaus in Konkurs, das Gebäude blieb allerdings noch stehen, bis es 1943 wie viele Gebäude in der Nachbarschaft bei einem Bombenangriff zerstört wurde. Heute befindet sich hier die Schneider-Wibbel-Gasse.
- 1906 Kleiner Ibach-Saal im Ibach-Haus an der Schadowstraße 52 Ecke Bleichstraße 23, Düsseldorf (abgegangen)
- 1909 wurde nach Hultschs Plänen der „legendäre Kammermusiksaal“[12], der sogenannte Ibach-Saal, erbaut, der „das kammermusikalische Zentrum der Stadt“[13] wurde. (abgegangen)

## Bilder

Innenarchitektur nach Hultschs Entwürfen.
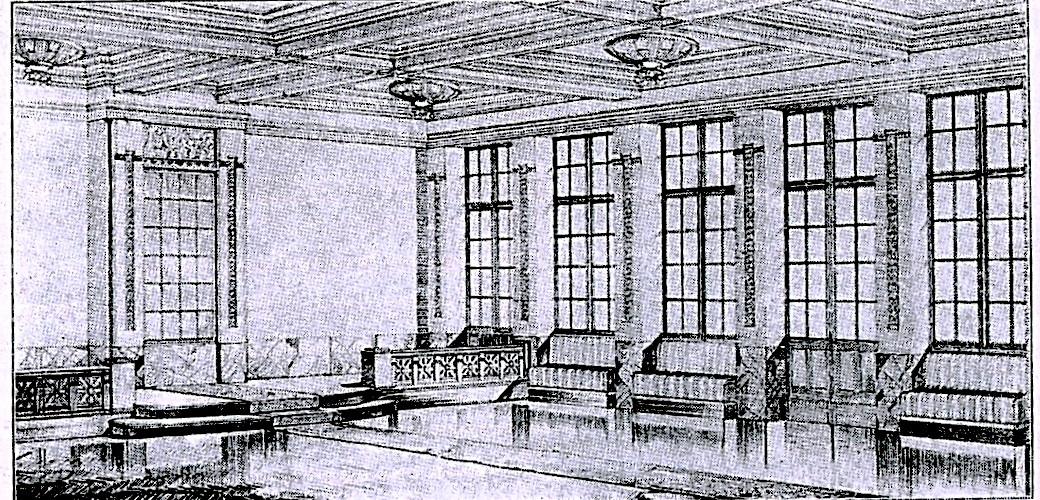
Kleiner Ibach-Saal
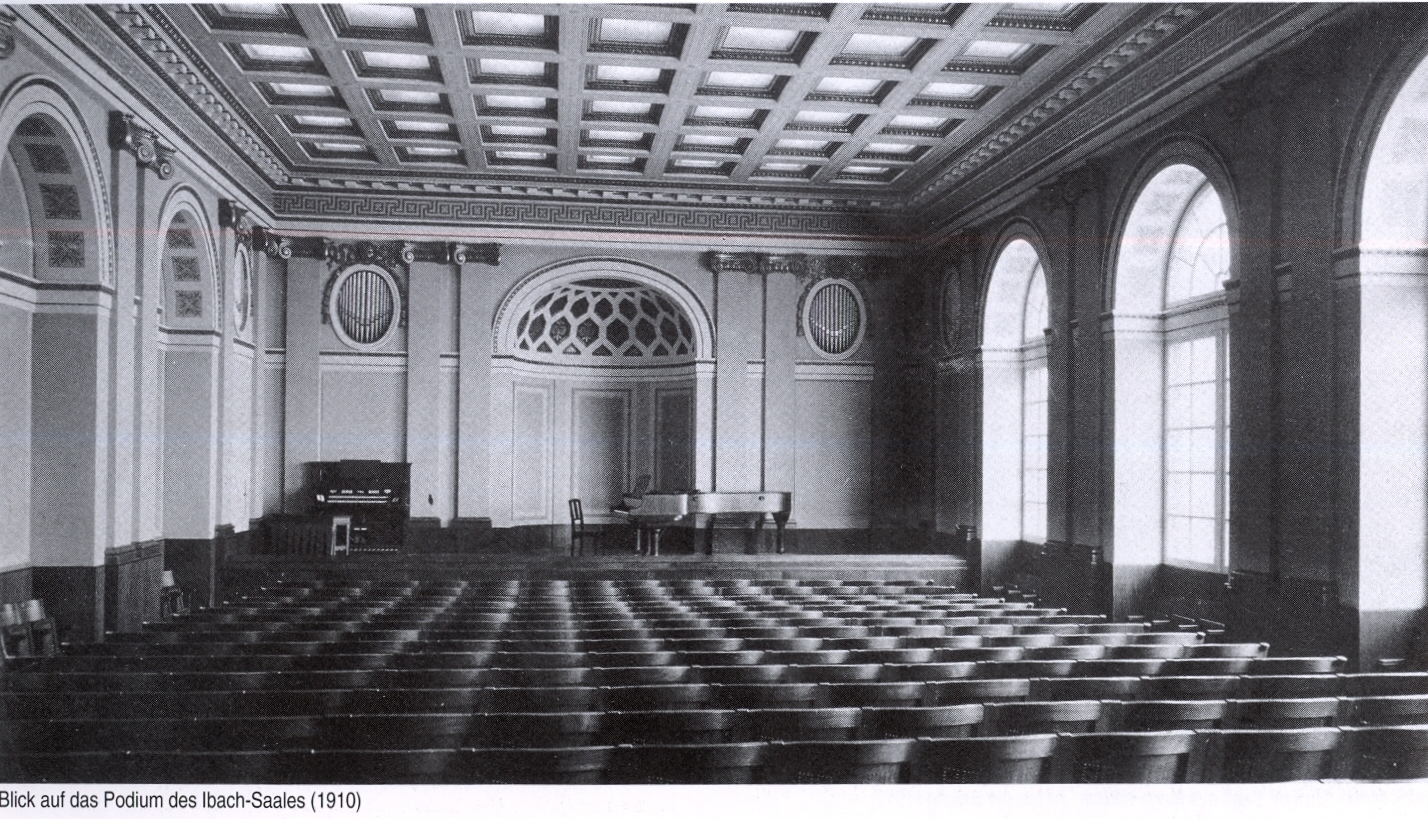
Großer Ibach-Saal, Blick auf Podium
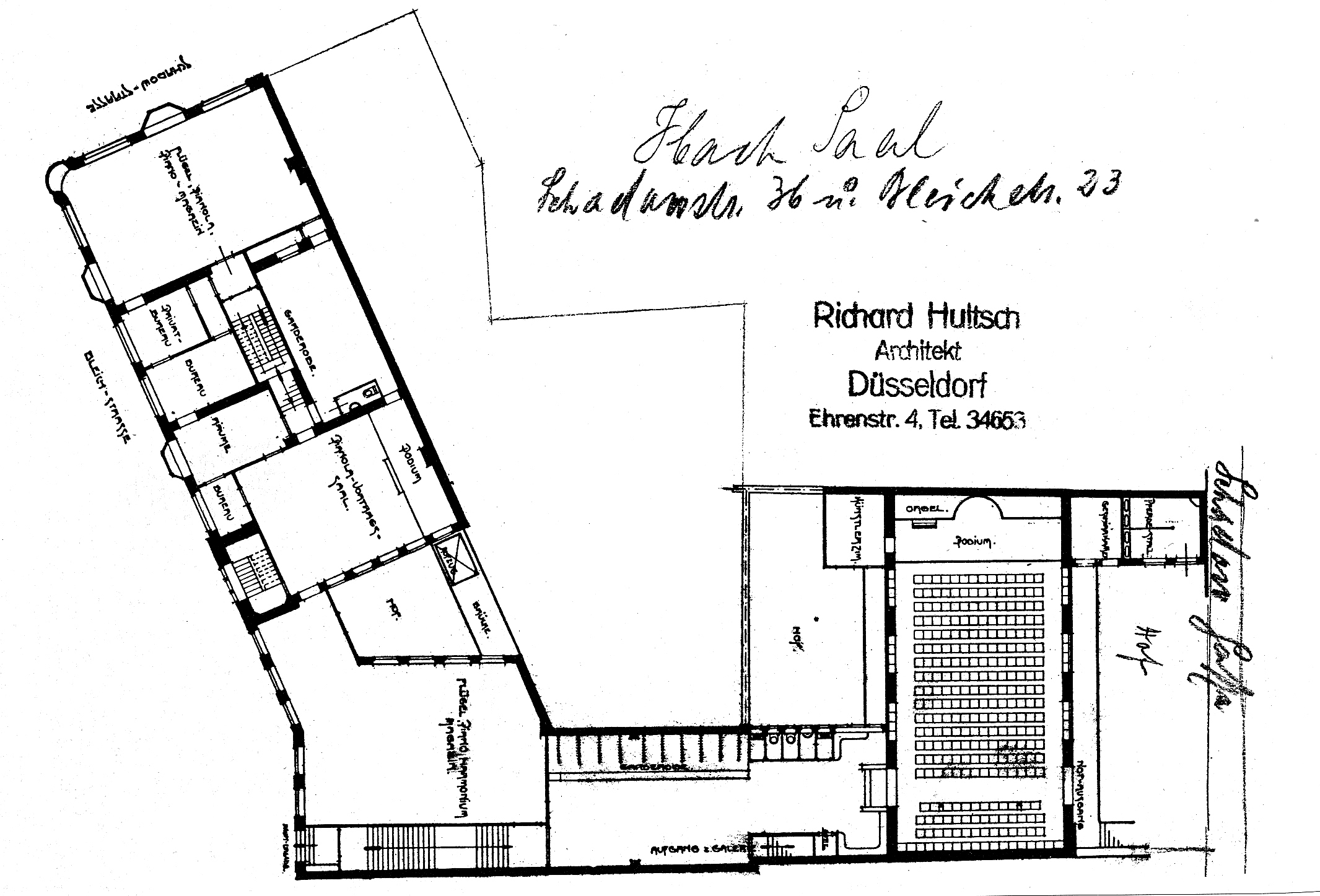
Ibach-Haus, Großer Ibach-Saal
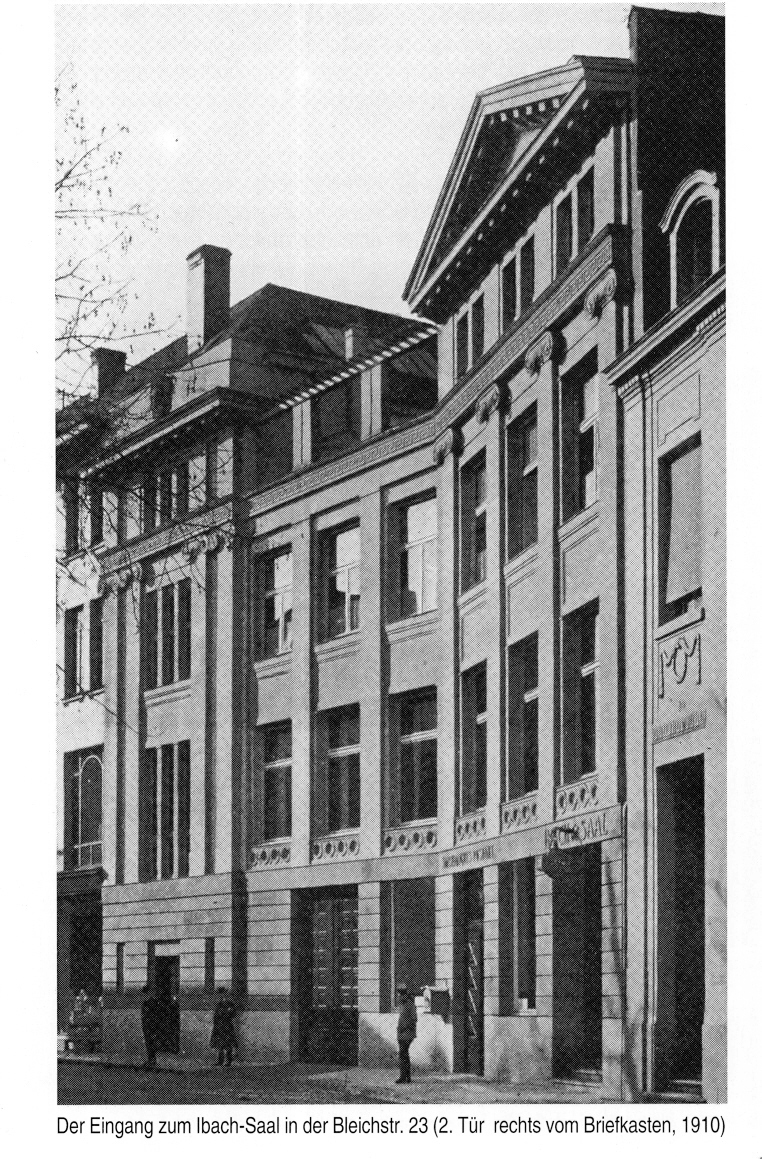
Ibach-Haus, Fassade mit Eingang zum Ibach-Saal in der Bleichstr. 23
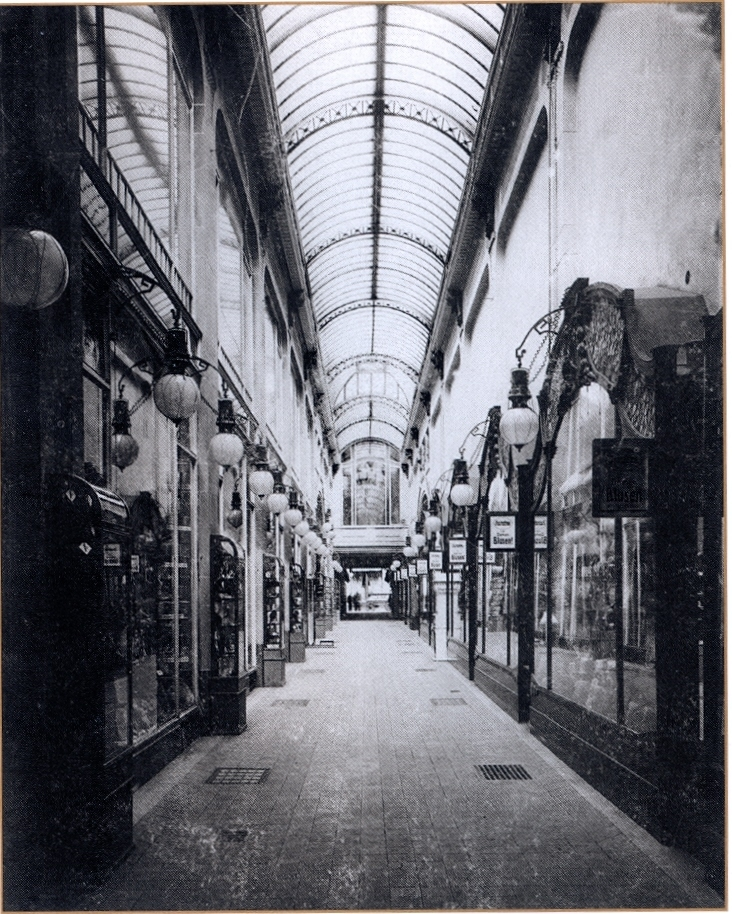
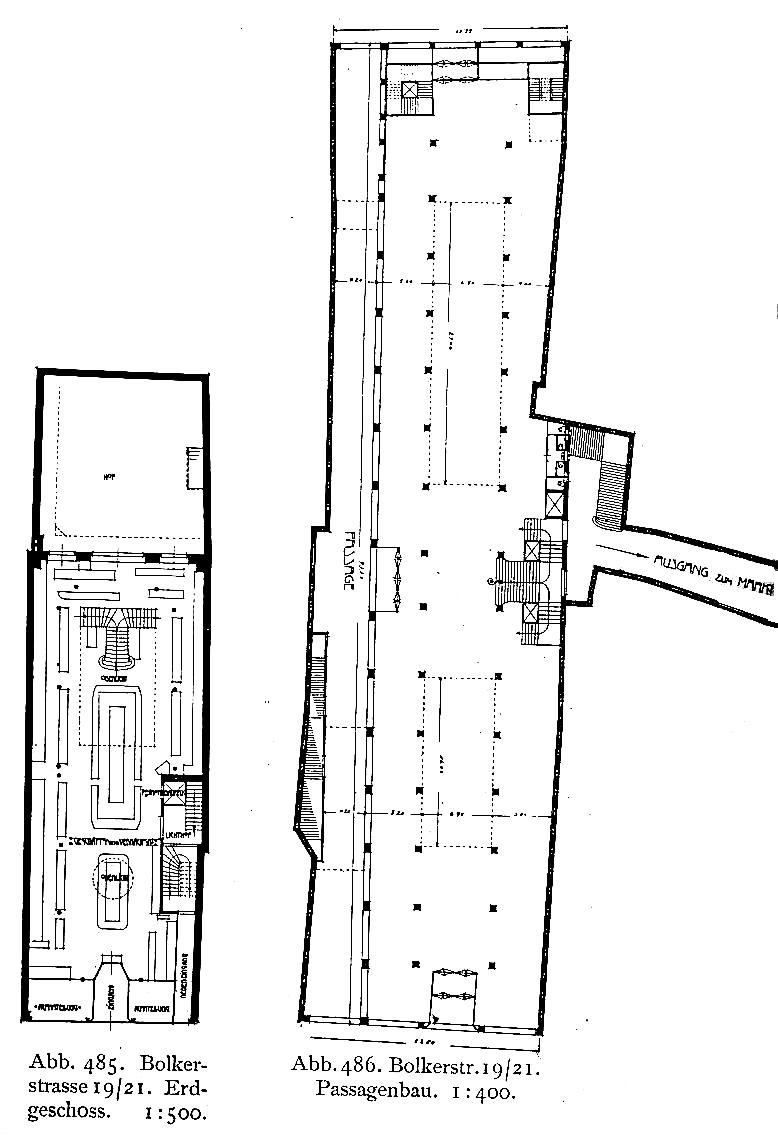
Warenhaus Hartoch, Grundriss mit geplanter Einkaufspassage

Häuser und Fassaden nach Hultschs Entwürfen.
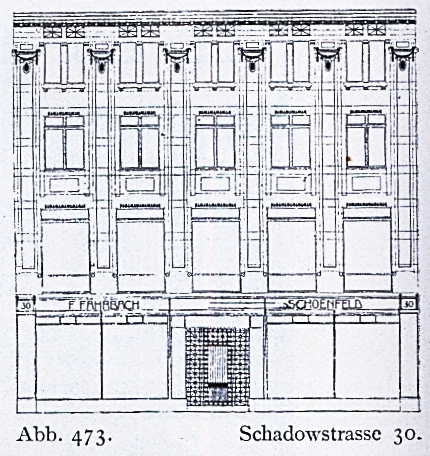
Mendelssohn-Haus, Aufriss der Fassade
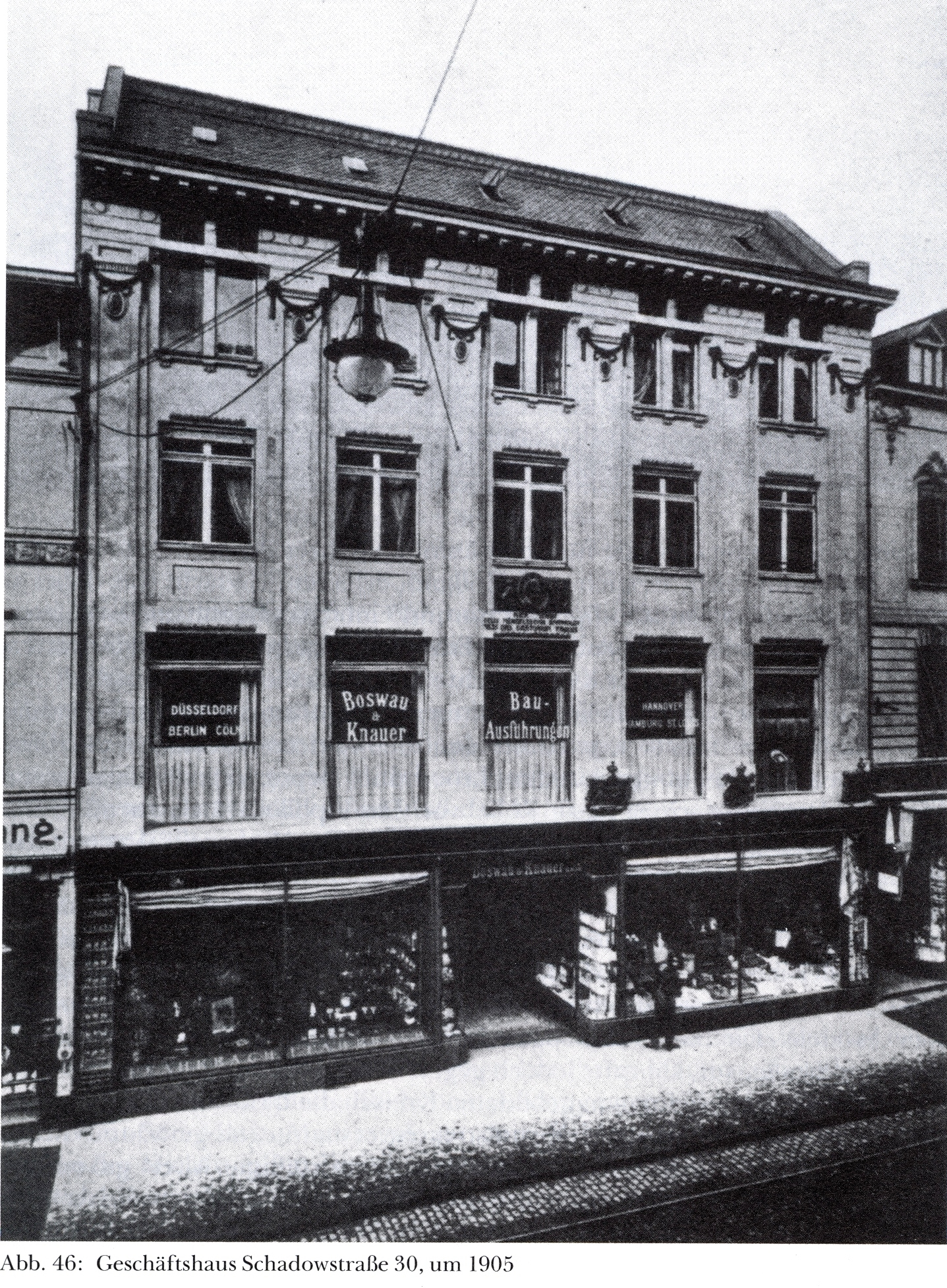
Mendelssohn-Haus, Fassade (Foto um 1905)
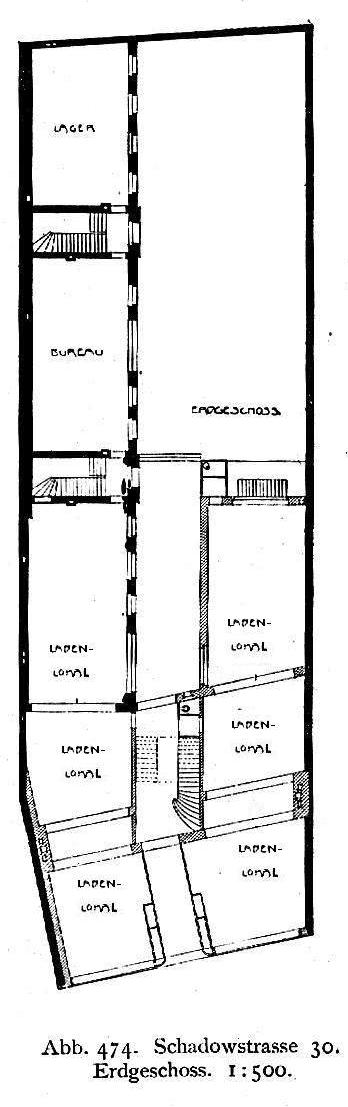
Mendelssohn-Haus, Grundriss
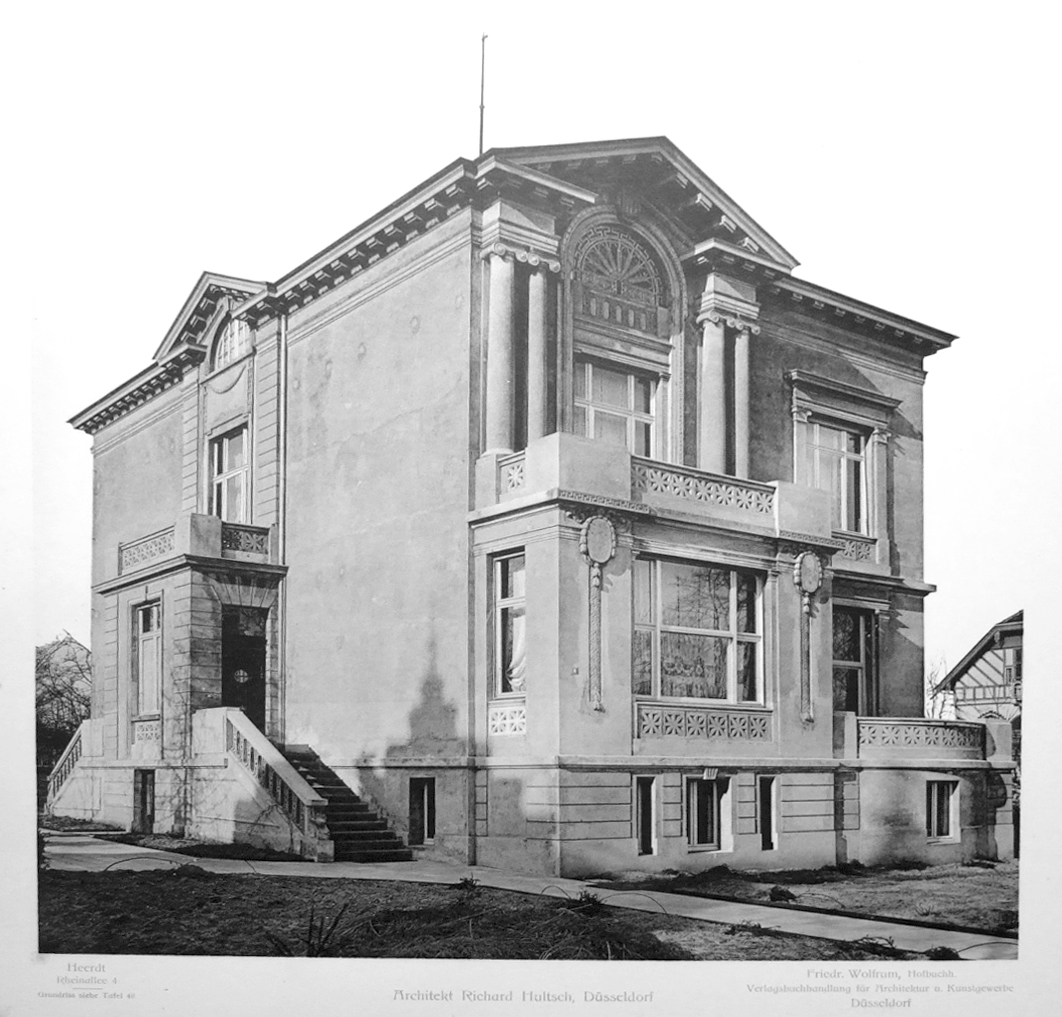
Rheinallee 15
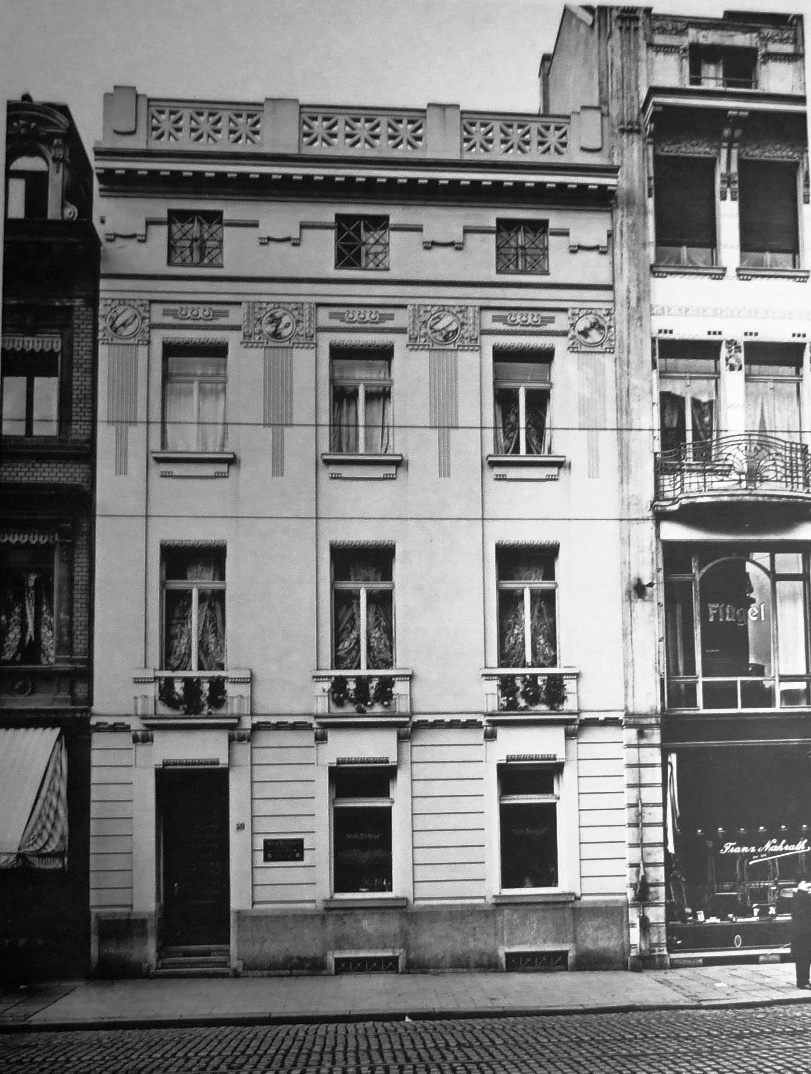
Schadowstraße 50
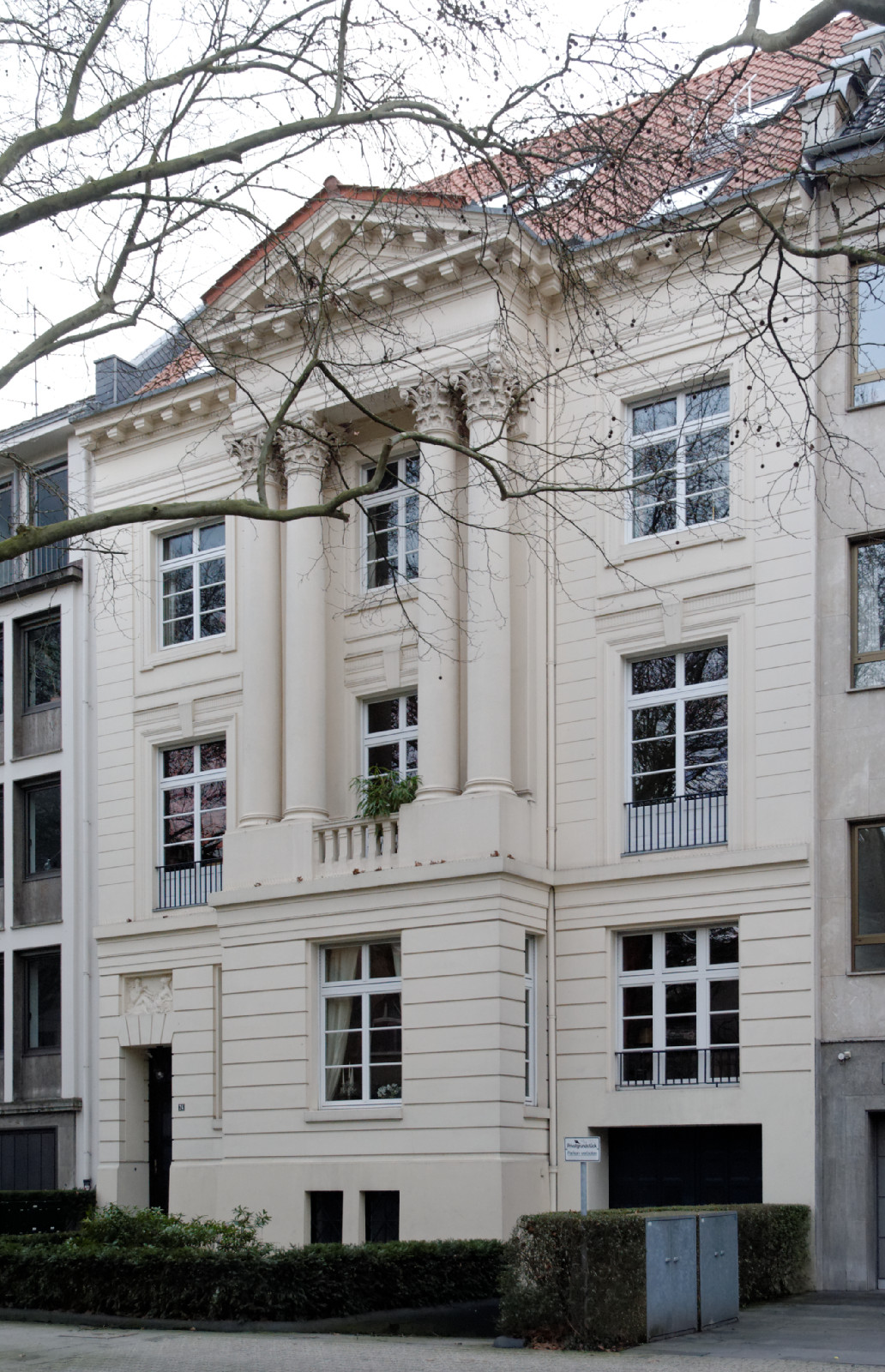
Achenbachstrasse 24

## Weblink
- Richard Hultsch. In: archINFORM.

| Personendaten    | Personendaten       |
| ---------------- | ------------------- |
| NAME             | Hultsch, Richard    |
| KURZBESCHREIBUNG | deutscher Architekt |
| GEBURTSDATUM     | 4. Mai 1869         |
| GEBURTSORT       | Neukirch/Lausitz    |
| STERBEDATUM      | 4. Juli 1946        |